# Calcarius lapponicus
Lo zigolo di Lapponia (Calcarius lapponicus (Linnaeus, 1758)) è un uccello passeriforme della famiglia Calcariidae.

## Descrizione

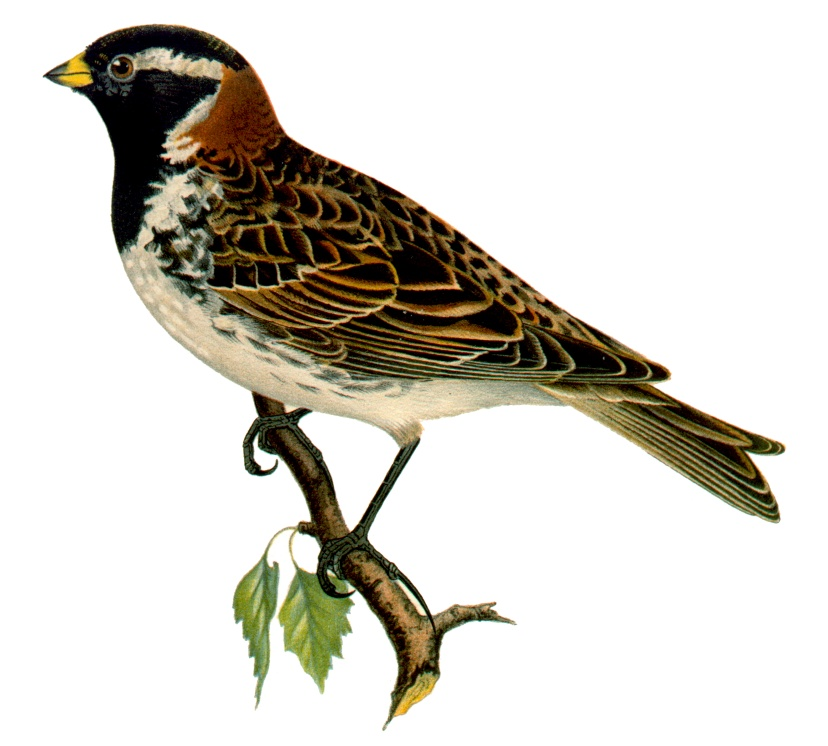
Illustrazione di maschio.

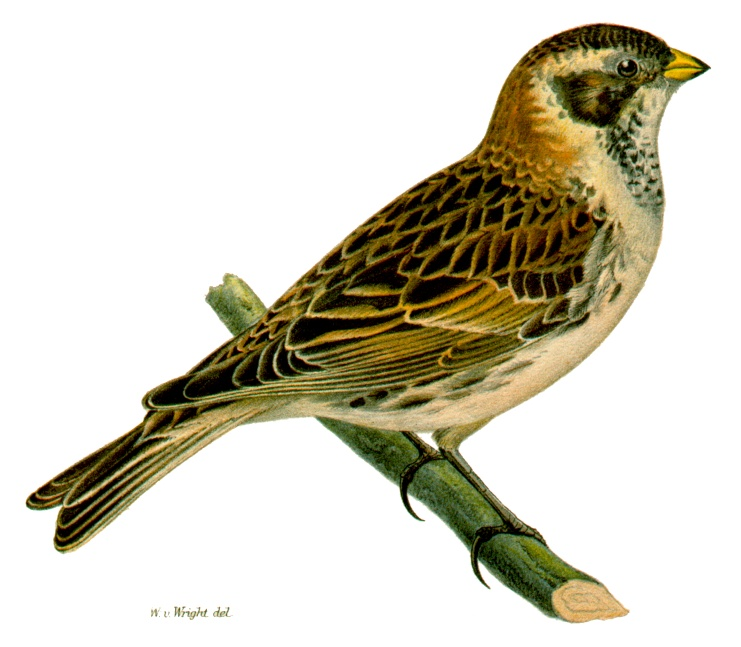
Illustrazione di femmina.

### Dimensioni
Misura 15,5-17 cm di lunghezza, per 22,5-35 g di peso ed un'apertura alare di 25-28 cm.

### Aspetto
Si tratta di uccelli dall'aspetto robusto e massiccio, muniti di testa squadrata, corto becco conico, ali appuntite e coda lievemente forcuta: le femmine ed i maschi in eclissi (ossia fuori dal periodo degli amori) ricordano molto il migliarino di palude, col quale vengono regolarmente confusi in Europa meridionale.
Il piumaggio presenta dimorfismo sessuale, molto evidente durante il periodo degli amori e un po' meno all'infuori di esso.

Le femmine presentano fronte, vertice e guance di colore bruno scuro, nuca di color nocciola, dorso, ali e coda bruno-nerastri con singole penne orlate di color nocciola e gola, petto e ventre di color bianco-beige: dalla parte posteriore dell'occhio parte una banda biancastra che raggiunge la tempia e lì vira bruscamente verso il basso, seguendo la curva della testa fino a sfociare nel bianco golare. Ai lati della gola, nell'area fra gola e petto, nonché su fianchi, fronte e vertice, le penne sono orlate di nero, a dare un effetto screziato.

I maschi in eclissi sono simili alle femmine, dalle quali possono essere distinti per le guance ed il petto più scuri ed il bruno della groppa senza screziature: durante la stagione degli amori fronte, vertice, faccia, petto e fianchi divengono neri, mentre nuca e dorso divengono di color nocciola (separato dal nero facciale e pettorale da una banda bianca, che diviene un sopracciglio) e tutta l'area ventrale diviene di colore bianco candido.
In ambedue i sessi il becco è giallo con punta nera (più brillante nei maschi ed in particolare in quelli in amore), le zampe sono nerastre e gli occhi sono di colore bruno scuro.

## Biologia

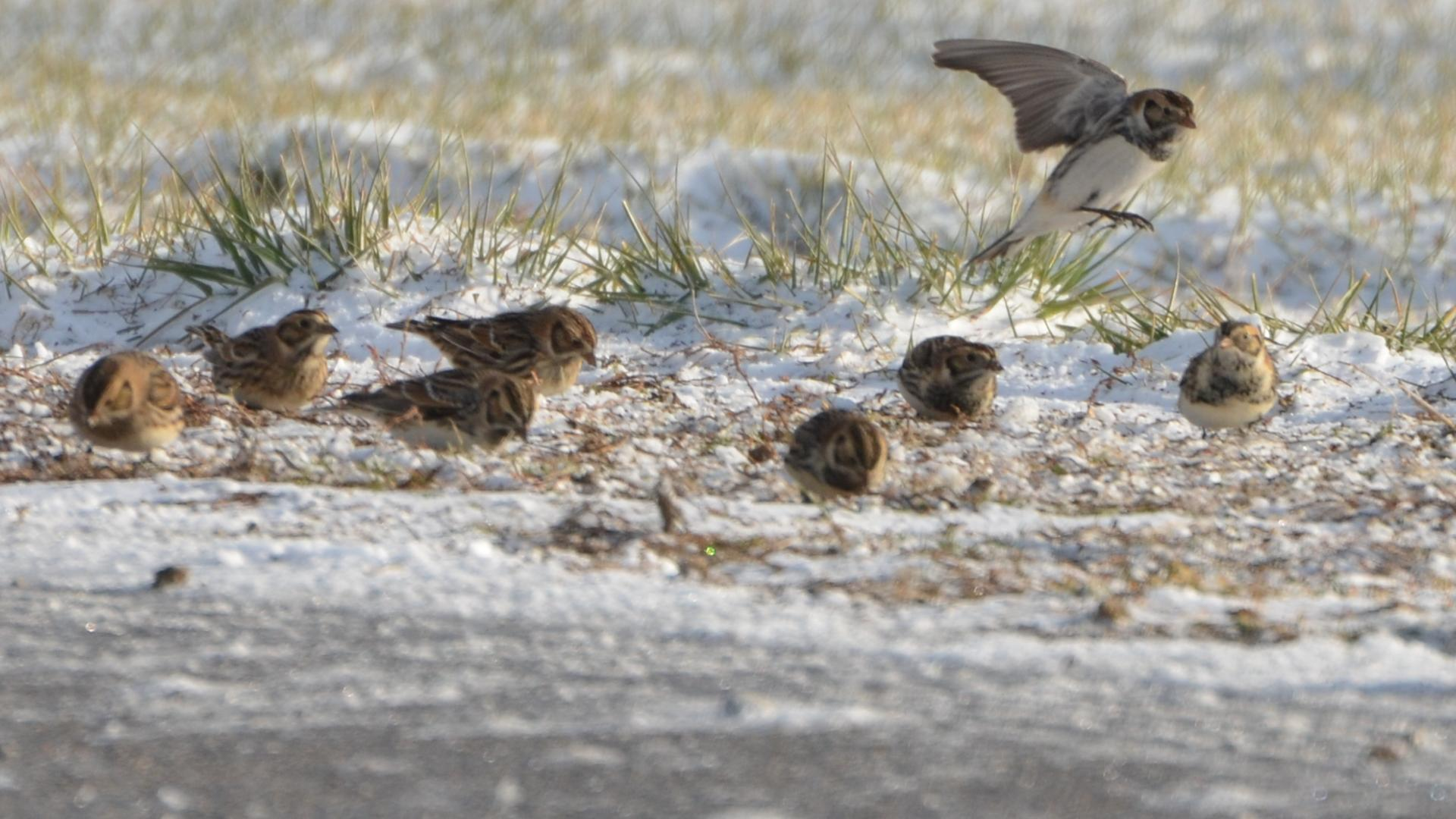
Stormo al suolo ad Alton.

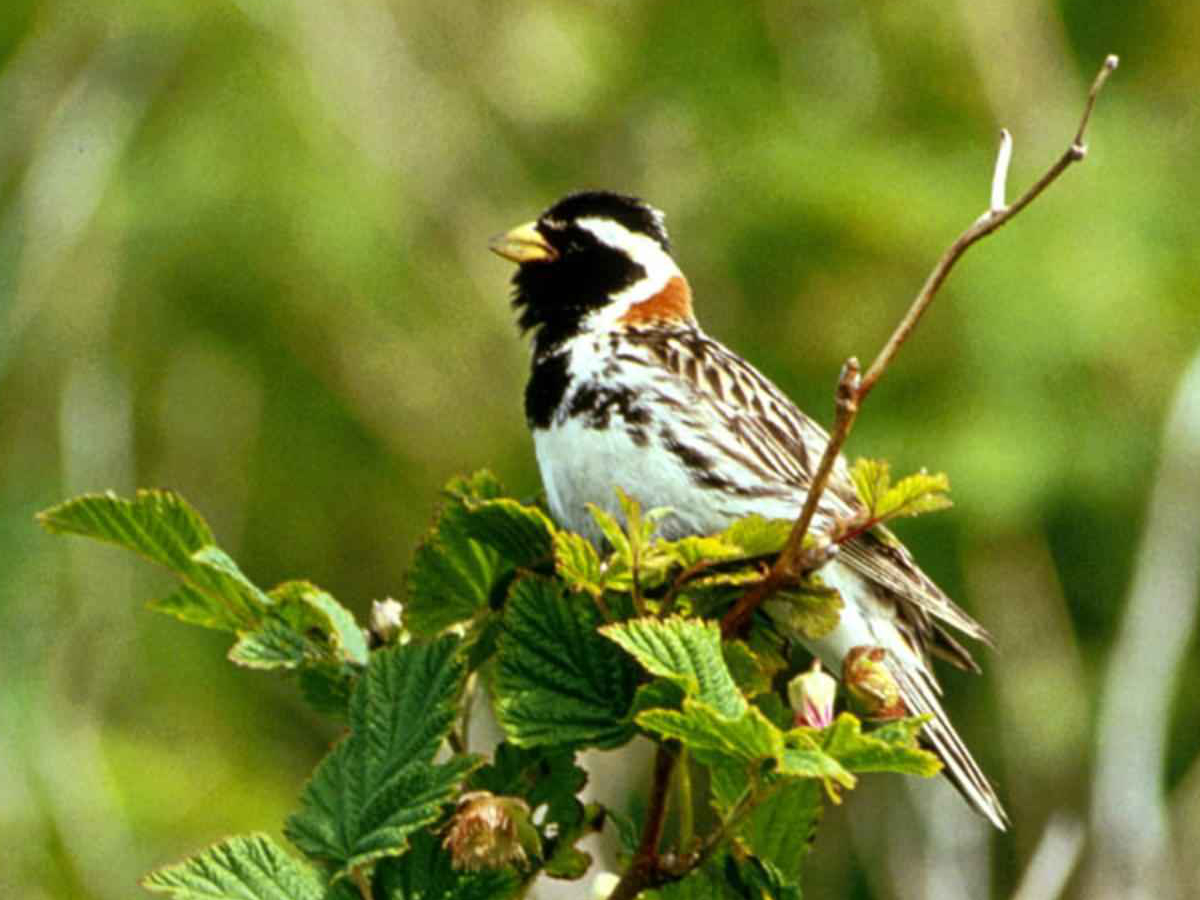
Giovane maschio in amore intento a cantare.

Si tratta di uccelli dalle abitudini diurne, che vivono in gruppi di una decina di esemplari, non di rado aggregandosi a stormi misti con altre specie affini per abitudini di vita.

Lo zigolo di Lapponia passa la maggior parte della giornata (ma anche della nottata, riposandosi accovacciato fra i ciuffi d'erba) al suolo: si tratta inoltre un uccello molto mobile, i cui gruppi trascorrono solo poche ore in una determinata area, spostandosi in seguito in territori prospicienti per continuare la ricerca di cibo.
Il canto di questi uccelli è flautato e musicale, e (verosimilmente per l'assenza di elementi paesaggistici rilevanti che prevengono gli esemplari dal cantare da luoghi sopraelevati) viene generalmente emesso in volo.

### Alimentazione

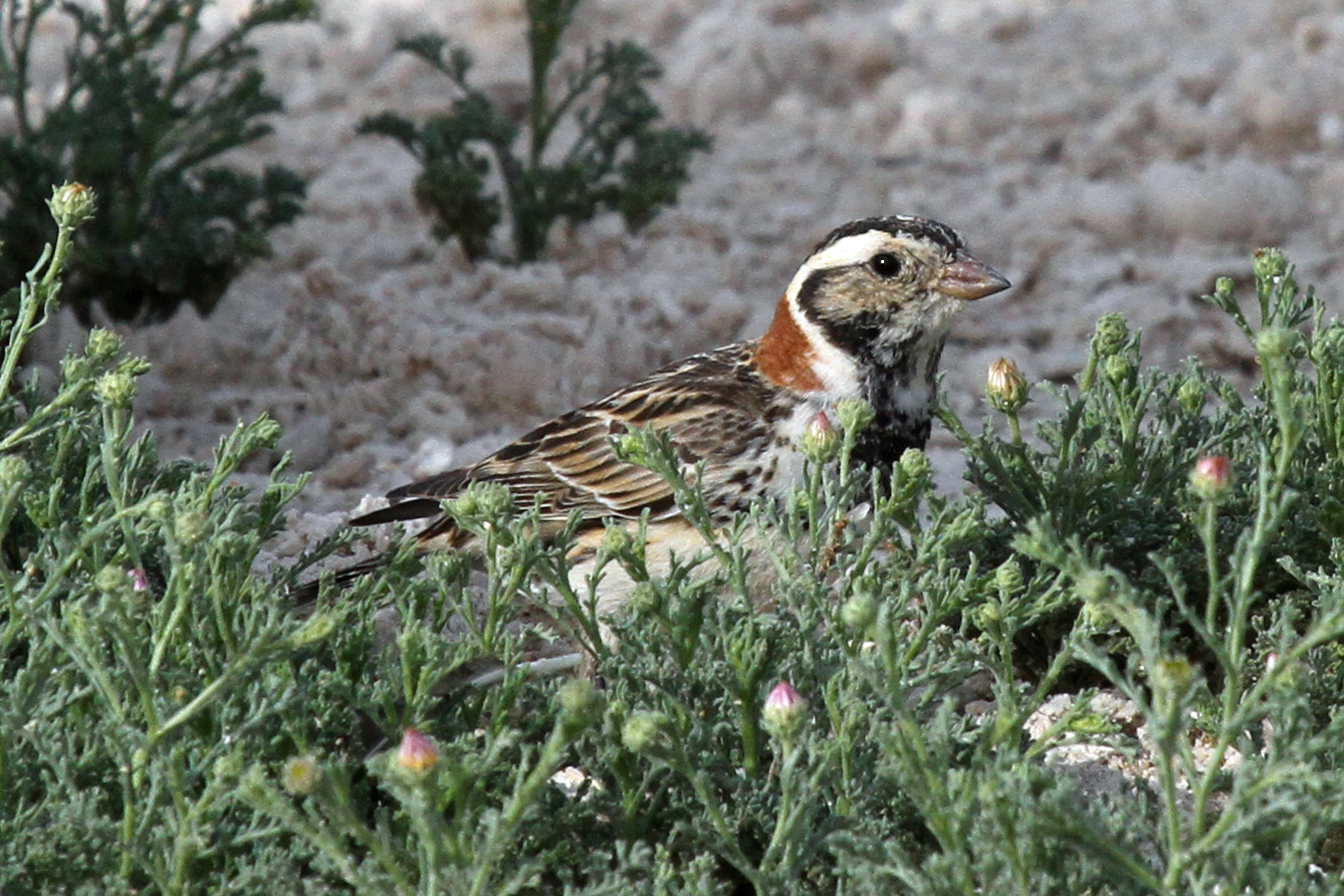
Maschio in eclisse si nutre nei pressi di Alamogordo.

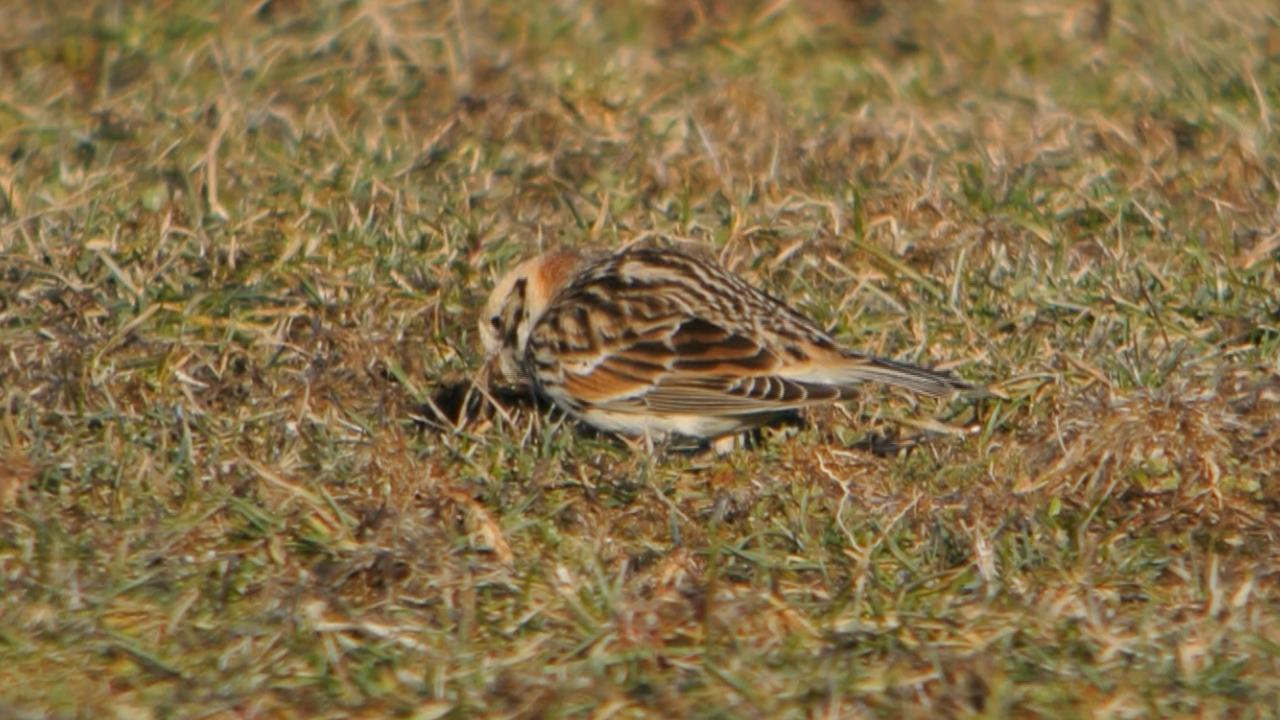
Esemplare si ciba al suolo in Illinois.

Si tratta di uccelli la cui dieta è composta sia da semi e granaglie che da insetti e piccoli invertebrati, subendo variazioni percentuali delle due componenti anche consistenti durante l'arco dell'anno: durante il periodo freddo, questi animali si cibano quasi esclusivamente di semi, nonché, quando possibile, di frutti di bosco e piccoli frutti, mentre durante il periodo estivo (quando avviene la riproduzione, e quindi la richiesta energetica risulta accresciuta) essi privilegiano la componente insettivora della dieta.

Mentre la componente vegetale della dieta dello zigolo di Lapponia viene reperita soprattutto al suolo, gli insetti (soprattutto piccoli ditteri tipulidi) vengono perlopiù catturati in volo: un singolo esemplare può cibarsi di un numero di prede (siano esse semi o insetti) che varia dalle 3000 alle 10000 al giorno, secondo la disponibilità ed il fabbisogno energetico del momento.

### Riproduzione
La stagione riproduttiva va dalla fine di maggio ad agosto: si tratta di uccelli monogami, le cui coppie si isolando dagli stormi di appartenenza durante le attività connesse alla riproduzione, che sono tuttavia completamente a carico della femmina.

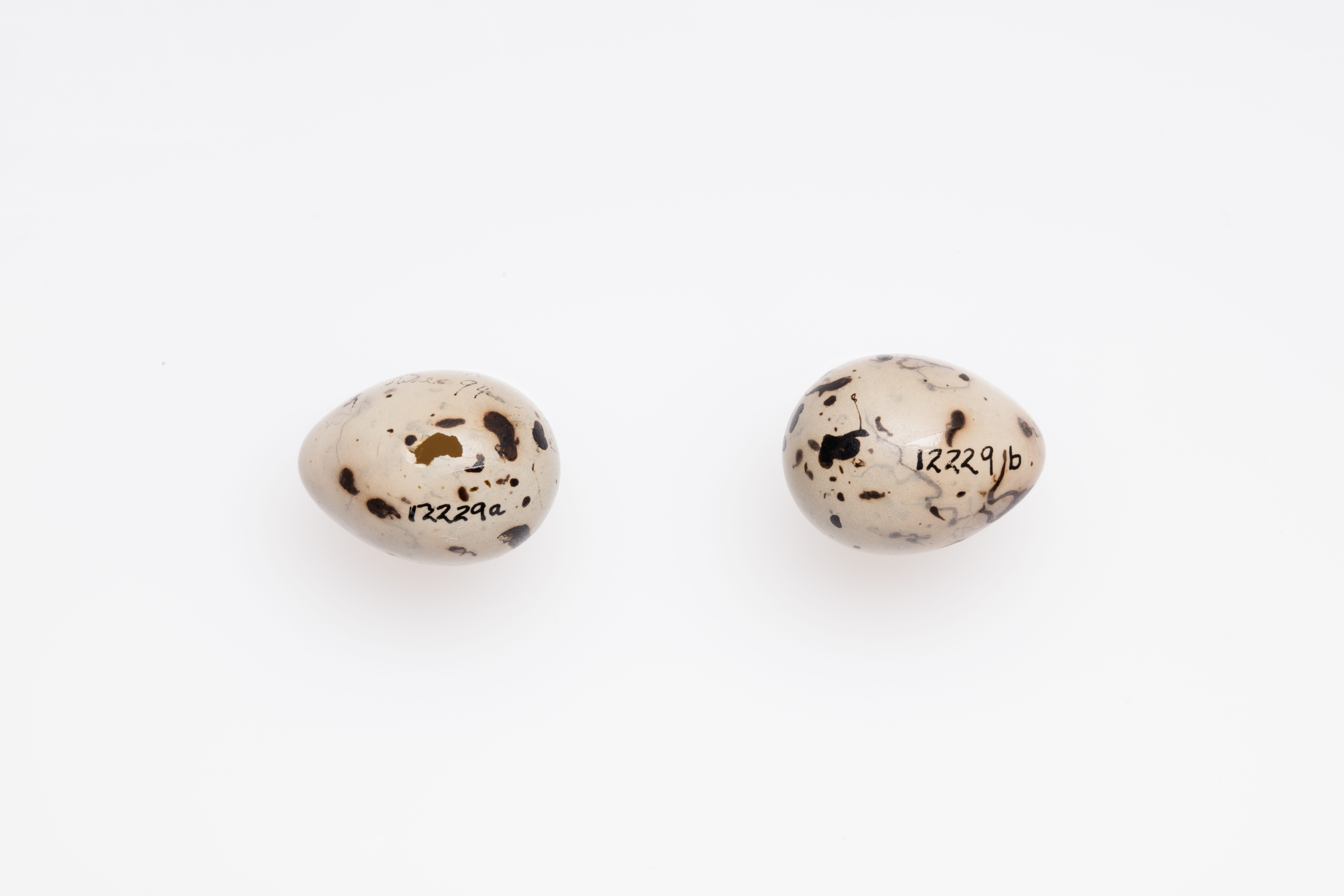
Uova.

Il nido è molto semplice, e consiste in una coppa di fibre vegetali intrecciate, abbondantemente foderata con piumino: la femmina posiziona il nido in una conca del terreno, prediligendo le aree umide collinari con presenza di piante di salice e betulla.

All'interno del nido, essa depone 2-6 uova bianco-grigiastre con pezzature bruno-rossicce e striature nerastre, che cova da sola per 12-14 giorni, mentre il maschio tiene d'occhio i dintorni.

I pulli, ciechi ed implumi alla schiusa, cominciano ad avventurarsi nei dintorni del nido attorno ai nove giorni dalla schiusa, involandosi con successo attorno alle due settimane di vita: essi si rendono del tutto indipendenti a circa un mese dalla schiusa, e durante tutto questo periodo vengono imbeccati e accuditi da ambedue i genitori, che li nutrono esclusivamente con cibo di origine animale.

## Distribuzione e habitat

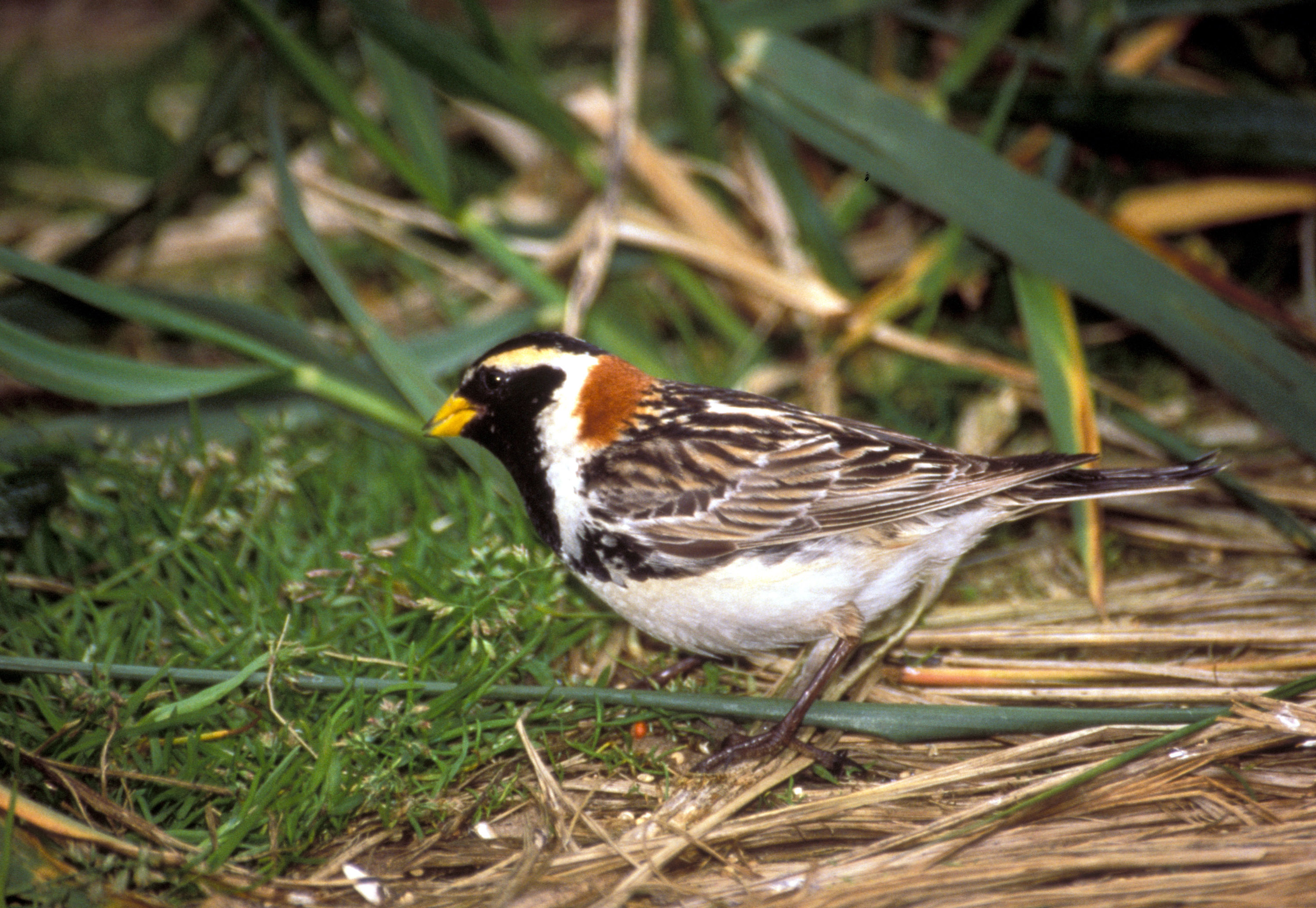
Maschio in amore in Alaska.

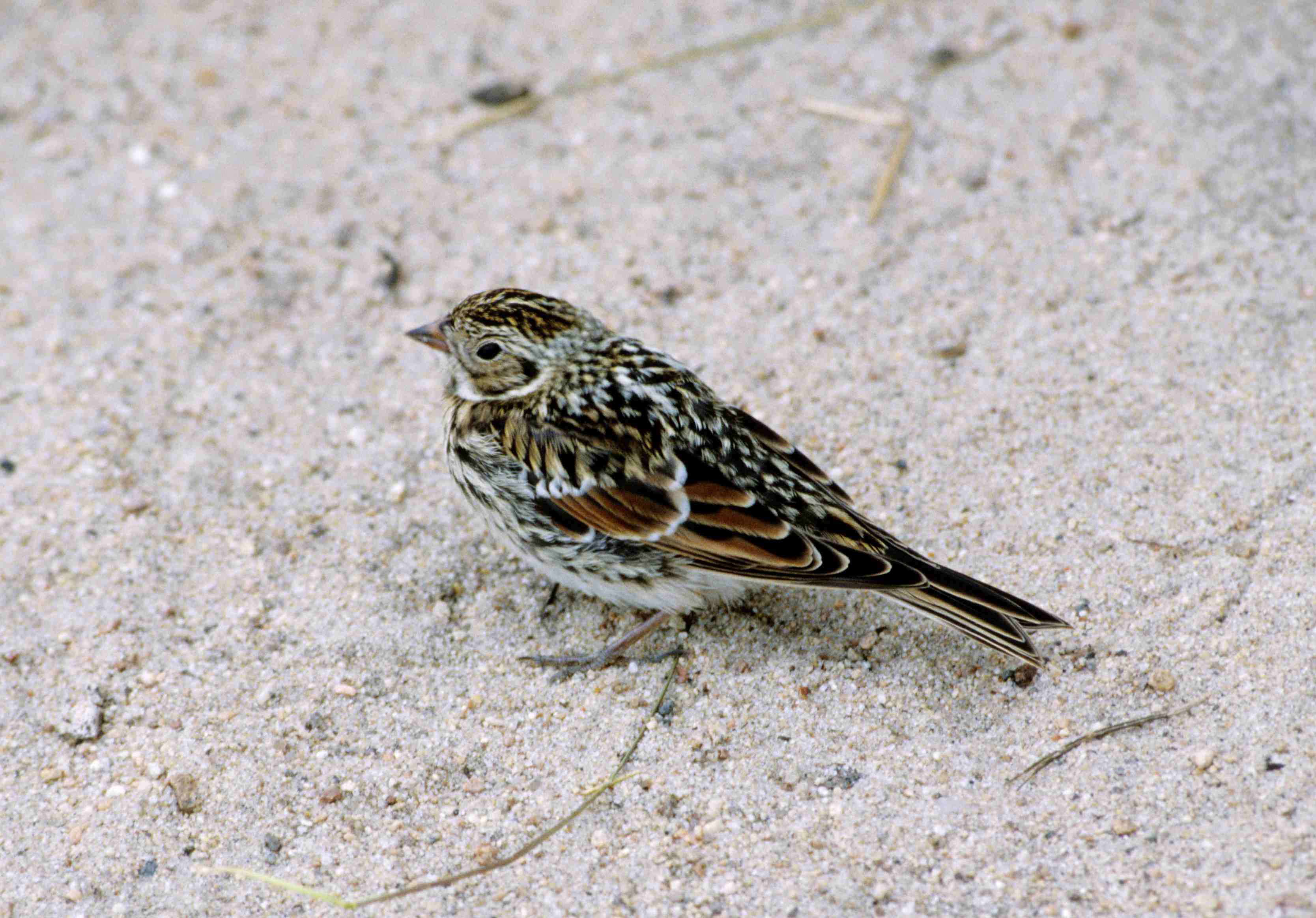
Femmina nel Nunavut.

Lo zigolo di Lapponia, a dispetto del nome, ha distribuzione olartica: questi uccelli sono migratori, che durante l'estate popolano la fascia costiera di Alaska, Canada (fino al nord della penisola del Labrador), Groenlandia, Fennoscandia e Russia settentrionale (dalla penisola di Kola alla Kamchatka), mentre dopo la riproduzione migrano a sud per svernare in un'area che va dall'Oregon al New England e dall'Europa centrale alla Corea e alla Cina centro-orientale.

In Italia la specie è accidentale nelle regioni settentrionali (soprattutto in Triveneto) in novembre-dicembre e nei ripassi primaverili.
Il suo habitat estivo è rappresentato dalla tundra, con preferenza per le aree sul limitare dei boschi di latifoglie: durante l'inverno, gli zigoli di Lapponia si spostano nei pascoli e nelle aree costiere.

## Tassonomia
Se ne riconoscono cinque sottospecie:
- Calcarius lapponicus lapponicus (Linnaeus, 1758) - la sottospecie nominale, diffusa in Scandinavia e Russia nord-occidentale e centro-settentrionale;
- Calcarius lapponicus subcalcaratus (Brehm, 1826) - diffusa in Canada settentrionale ed in Groenlandia;
- Calcarius lapponicus kamtschaticus Portenko, 1937 - diffusa in Siberia centrale e nell'estremo oriente russo;
- Calcarius lapponicus alascensis Ridgway, 1898 - diffusa nelle isole Pribilof, Aleutine, in Alaska occidentale, nello Yukon settentrionale e Territori del Nord-Ovest;
- Calcarius lapponicus coloratus Ridgway, 1898 - endemica delle isole del Commodoro;

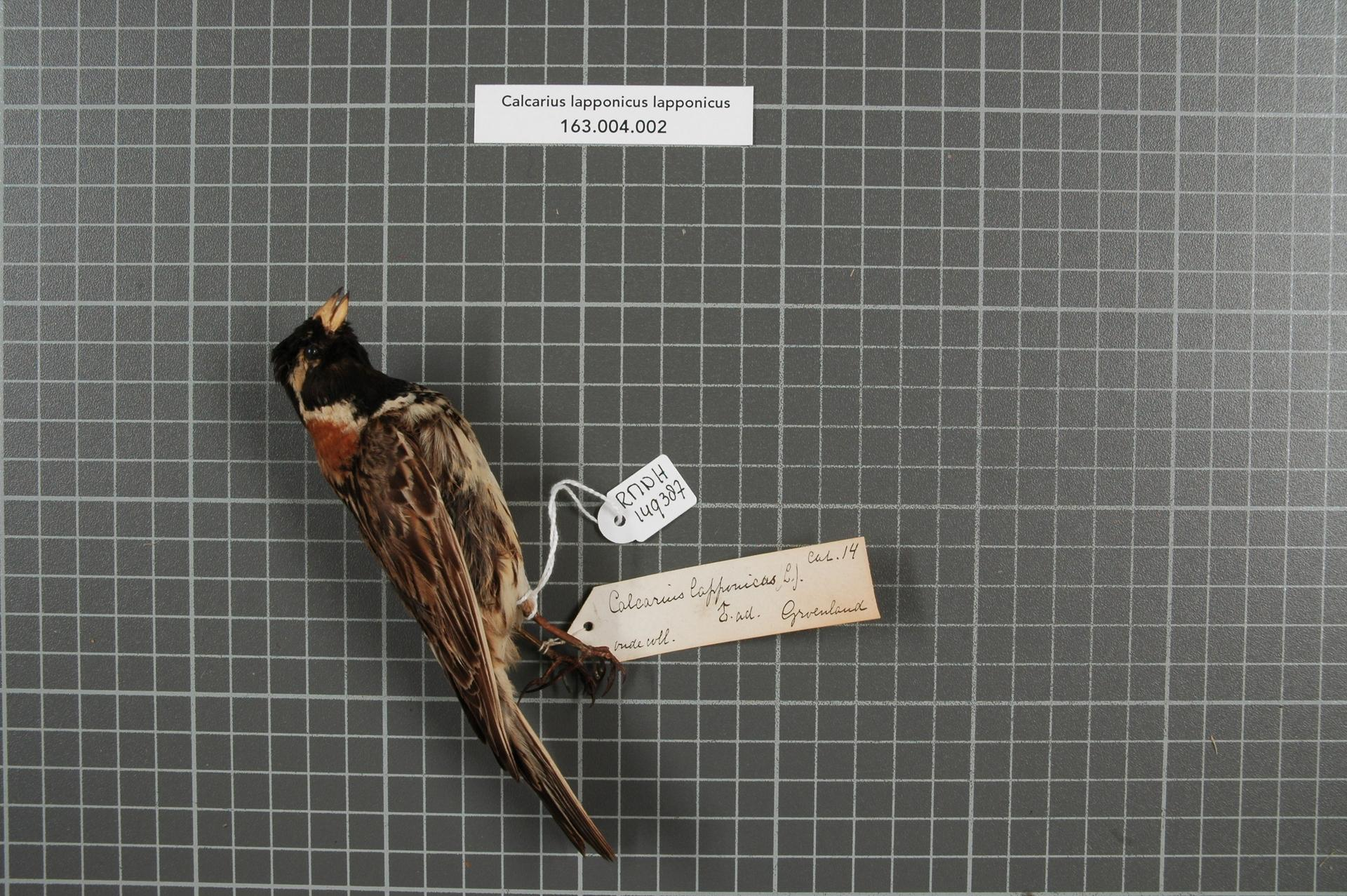
Maschio impagliato della sottospecie nominale.
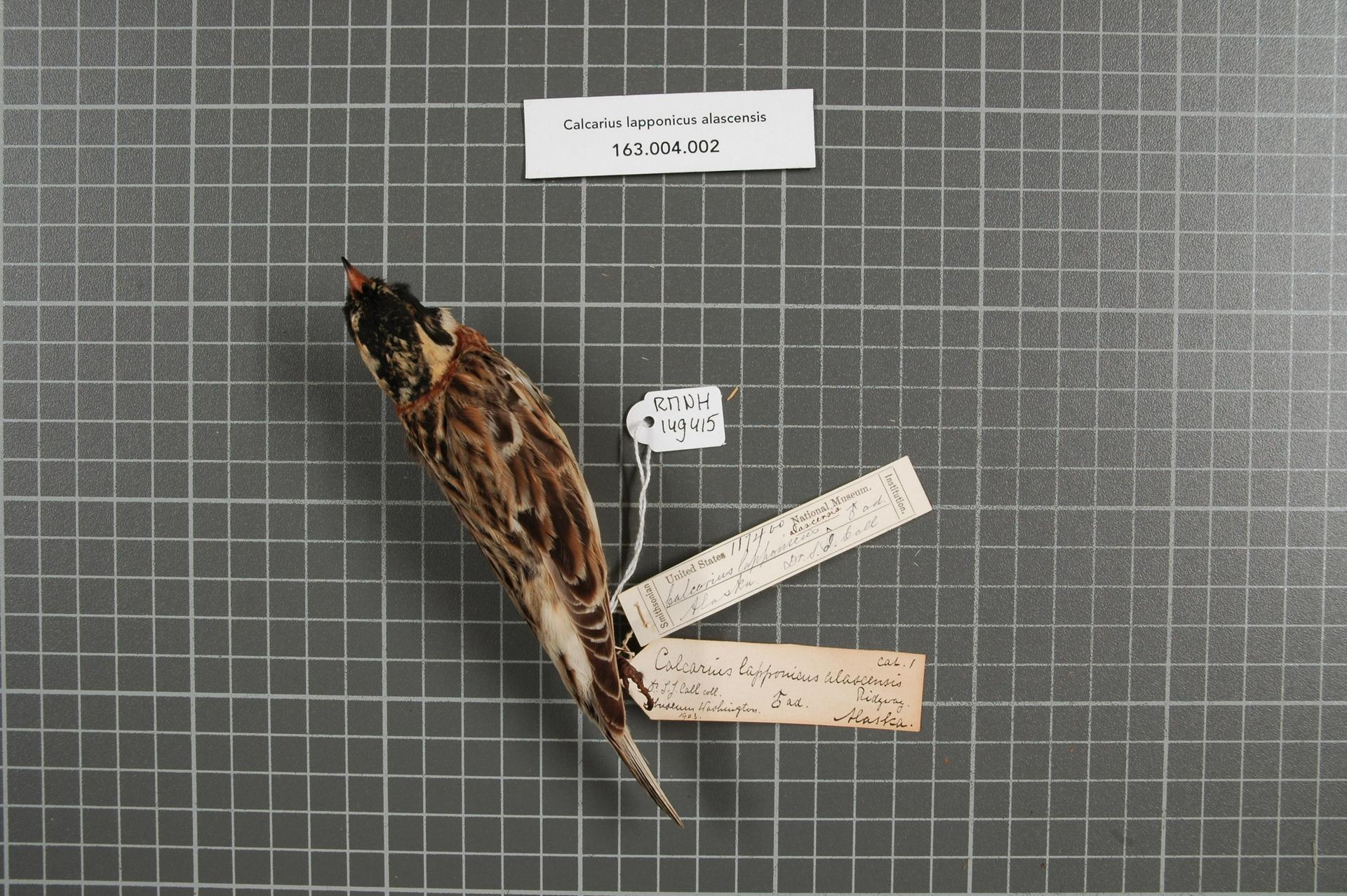
Maschio impagliato della sottospecie alascensis.
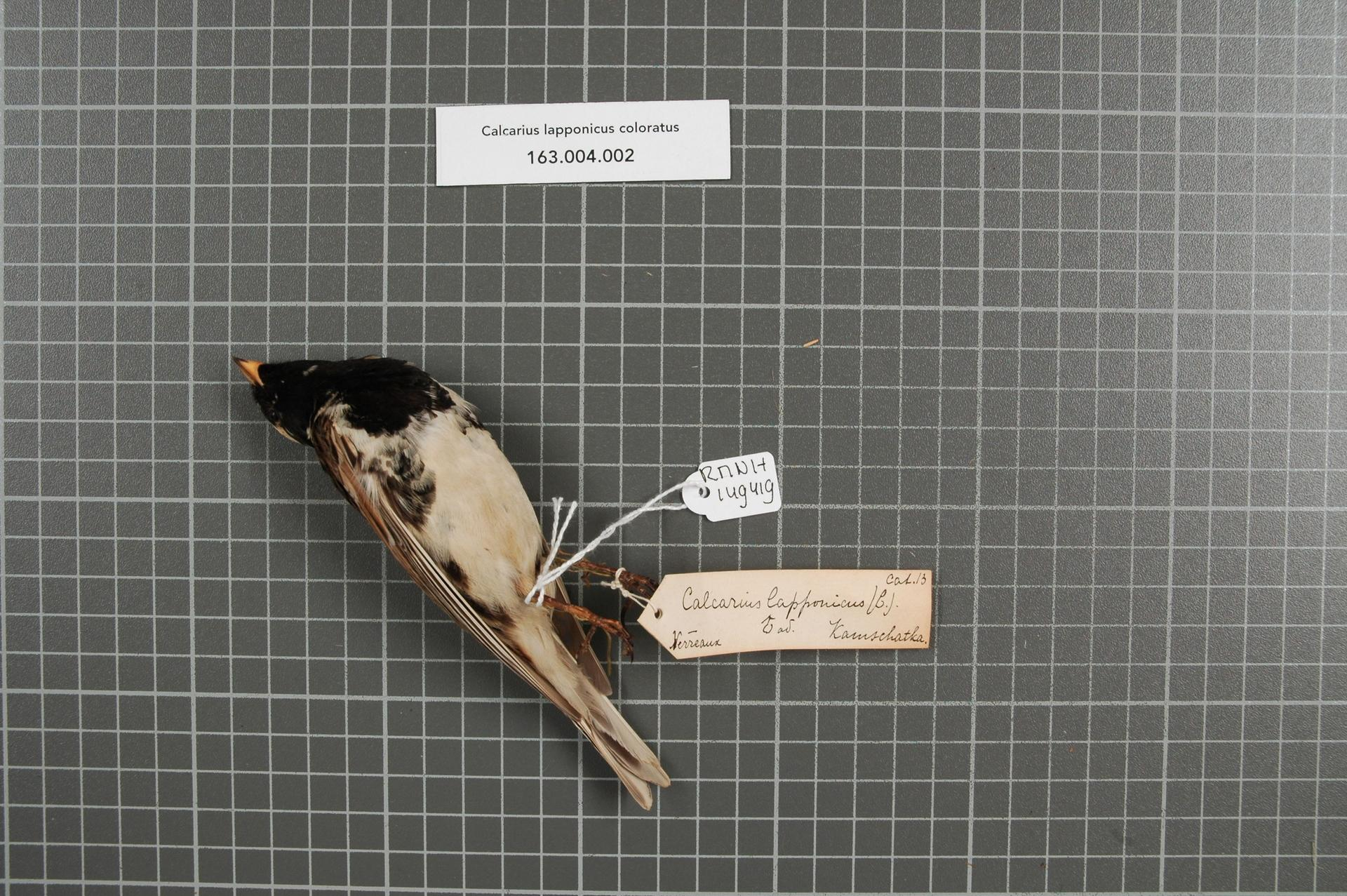
Maschio impagliato della sottospecie coloratus.